# Ferreira de Pantón

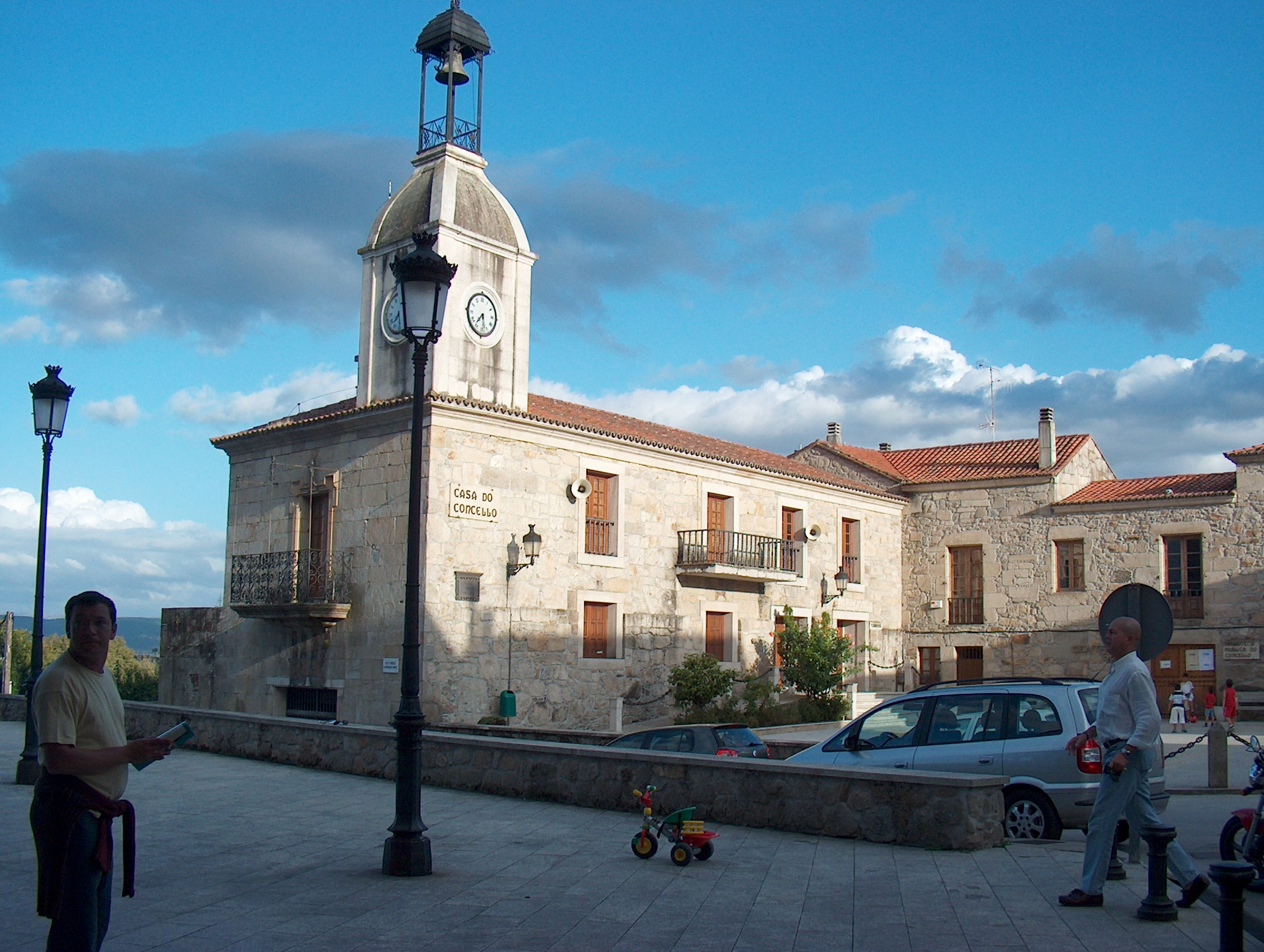
Casa de l'Ajuntament

Ferreira de Pantón és una parròquia i localitat gallega, capital del municipi de Pantón, a la província de Lugo.
Tenia l'any 2012 una població de 609 habitants segons l'IGE, repartits en 17 entitats de població: Basillao, As Bouzas, A Capa, Os Castriños, O Castro de Ferreira, Curro, A Estrada, Goián, Lavandeira, O Mouro, Os Ramos, Santadriao, A Torre, O Valiño, A Vila da Carreira, A Vila do Mato i A Vila do Souto.
Entre els seus monuments destaca el monestir de Santa Maria de Ferreira.